# Explorer-Platte
Die Explorer-Platte ist eine kleine Lithosphärenplatte, die im Pazifik vor der Westküste von Vancouver Island (Kanada) liegt. Sie ist die seismisch aktivste Region in Kanada.
Die Explorer-Platte ist eines der nördlichen Überbleibsel der Farallon-Platte. Im Osten taucht sie unter die Nordamerikanische Platte. Zum Süden hin liegt die Sovanco-Verwerfungszone, die die Explorer-Platte von der Pazifischen Platte trennt. Im Südwesten wird sie durch eine weitere Verwerfungszone, die Nootka-Verwerfungszone, von der Juan-de-Fuca-Platte getrennt. Zum Nordwesten liegt eine Trennzone, die den Explorer-Gebirgskamm formt. 